# Agrypon scutellatum
Agrypon scutellatum là một loài tò vò trong họ Ichneumonidae.